# Colliguaja dombeyana
Colliguaja dombeyana är en törelväxtart som beskrevs av Adrien Henri Laurent de Jussieu. Colliguaja dombeyana ingår i släktet Colliguaja och familjen törelväxter. Inga underarter finns listade i Catalogue of Life.